# Marlies van Alcmaer
Marlies van Alcmaer, née Margaretha Elisabeth Wilhelmina Smal le 30 janvier 1938 à Alkmaar, est une actrice néerlandaise.

## Filmographie

### Cinéma et téléfilms
- 1962 : De twee wezen : Florette
- 1963 : Die Vrouwtjes van de wereld : Pervanche
- 1964 : Herrie om Harrie : La secrétaire
- 1972 : Ti-Ta Tovenaar (nl) : Petronella
- 1974 : Merijntje Gijzens Jeugd (nl) : Jannekee Timmers
- 1974 : Dakota : Bela
- 1975 : Kunt u mij de weg naar Hamelen vertellen, mijnheer? (nl) : Hertogin Mélisande van Falda
- 1975 : Klaverweide (nl) : Marian
- 1976 : Q & Q (nl) : Ada Blom
- 1977 : Un pont trop loin : Femme du chef clandestin
- 1977 : Uit de wereld van Guy de Maupassant : Madame Hermet
- 1980 : Zesde klas (nl) : Mme Swartjes
- 1980-1981 : Klassewerk (nl) : Membre du jury
- 1985 : Het bloed kruipt : Monica Roozen
- 1986 : Zeg 'ns Aaa (nl) : Meta
- 1987 : Donna Donna (nl) : La mère de Donna
- 1988 : L'heure Simenon : Jenny
- 1988 : Privé voor twee : Anne
- 1988-1990 : Medisch Centrum West (nl) : Toos Bezemer
- 1991-1992 : Spijkerhoek (nl) : Eva van Lanschot
- 1991-1995 : Vrienden voor het leven (nl) : Mère d'Ellen
- 1992 : Ha, die Pa! (nl) : Jetje Koedoot
- 1999-2003 : Westenwind (nl) : Emma Noordermeer
- 2006 : Ping : Alex' Oma
- 2007 : Grijpstra & de Gier (nl) : Heleen Denekamp
- 2013 : Malaika (nl): Mme Mutsaer